# Phenasteron machinosum
Phenasteron machinosum är en spindelart som beskrevs av Baehr och Rudy Jocqué 200. Phenasteron machinosum ingår i släktet Phenasteron och familjen Zodariidae.
Artens utbredningsområde är Sydaustralien. Inga underarter finns listade i Catalogue of Life.